# Jan Bakelants
Jan Bakelants (Oudenaarde, 14 de febrero de 1986) es un ciclista belga que fue profesional entre 2008 y 2022.

## Biografía
En 2003 ganó la edición junior de la clásica belga Omloop Het Volk. El año siguiente, ganó el clásico Vlaams-Brabant manteniéndose en categoría junior. En el Tríptico de las Ardenas de 2006, ganó la segunda etapa de Polleur. Explotó durante la temporada 2008 con diez éxitos. Ganó su primer gran éxito al ganar la general del Circuito de las Ardenas por delante de Brian Vandborg. Terminó tercero en el campeonato belga amateur, antes de ganar una etapa y la clasificación final del Tour del Porvenir. 
Su victoria más importante la consiguió el 30 de junio de 2013 cuando venció la segunda etapa del Tour de Francia de 2013, disputada entre Bastia y Ajaccio y se colocó como líder de la ronda, al arrebatar el maillot amarillo al alemán Marcel Kittel.
En diciembre de 2022 anunció su retirada tras un año en el que consiguió un triunfo de etapa en el Tour de Valonia.

## Palmarés
2008 (como amateur)
- Flecha de las Ardenas
- Vuelta a Lieja, más 2 etapas
- Circuito de las Ardenas
- Lieja-Bastoña-Lieja sub-23
- Tríptico de las Ardenas
- Tour del Porvenir, más 1 etapa

2011
- Clasificación de las metas volantes del Giro de Italia

2013
- 3.º en el Campeonato de Bélgica en Ruta
- 1 etapa del Tour de Francia
- Gran Premio de Valonia

2014
- 1 etapa del Critérium del Dauphiné

2015
- Giro del Piemonte
- Giro de Emilia

2016
- 1 etapa de La Méditerranéenne

2022
- 1 etapa del Tour de Valonia

## Resultados en Grandes Vueltas y Campeonatos del Mundo
| Carrera         | Carrera         | 2009 | 2010 | 2011 | 2012 | 2013 | 2014 | 2015 | 2016 | 2017 | 2018 | 2019 | 2020 | 2021 | 2022 |
| --------------- | --------------- | ---- | ---- | ---- | ---- | ---- | ---- | ---- | ---- | ---- | ---- | ---- | ---- | ---- | ---- |
|                 | Giro de Italia  | —    | 36.º | 23.º | 34.º | —    | —    | —    | —    | —    | —    | 43.º | —    | —    | —    |
|                 | Tour de Francia | —    | —    | —    | —    | 18.º | 24.º | 20.º | 50.º | 22.º | —    | —    | —    | 48.º | —    |
|                 | Vuelta a España | —    | 17.º | 31.º | 22.º | —    | —    | —    | 17.º | —    | —    | —    | —    | —    | 29.º |
| Mundial en Ruta | Mundial en Ruta | —    | Ab.  | —    | —    | 57.º | 48.º | —    | —    | —    | —    | —    | —    | —    | —    |

—: no participa
Ab.: abandono

## Equipos
- Topsport Vlaanderen (2008[3] -2009)
  - Topsport Vlaanderen (2008)
  - Topsport Vlaanderen-Mercator (2009)
- Omega Pharma-Lotto (2010-2011)
- RadioShack (2012-2013)
  - RadioShack-Nissan (2012)
  - RadioShack-Leopard (2013)
- Omega Pharma-Quick Step (2014)
- Ag2r La Mondiale (2015-2018)
- Team Sunweb (2019)
- Wanty Gobert[4] (2020-2022)
  - Circus-Wanty Gobert (2020)
  - Intermarché-Wanty-Gobert Matériaux (2021-2022)